# Toshiko Ueda
Toshiko Ueda (en japonés: 上田 トシコ El 7 de marzo de 2008) fue una artista del manga japonés. Después de trabajar como aprendiz con el artista Katsuji Matsumoto a la edad de 17 años, Ueda publicó su primer manga en 1937. Al igual que su mentor, dibujó principalmente manga humorística, tanto en revistas de shōjo (niñas) como en la prensa general. Junto a Machiko Hasegawa, fueron una de las pocas artistas manga femeninas que comenzaron sus carreras en el período anterior a la guerra.
Nacida en el Imperio de Japón, Ueda dividió su juventud y adultez temprana entre Japón y Manchuria; su serie de manga más popular, Fuichin-san, serializada en la revista Shōjo Club de 1957 a 1962, sigue la vida de una niña china que vive en Manchuria. El tiempo que Ueda pasó en Manchuria, desde su idílica infancia hasta el arresto y ejecución de su padre durante la repatriación japonesa, fue una influencia significativa en su manga. Todavía estaba publicando activamente su serie de manga Ako-Bāchan (1973-2008) en el momento de su muerte a la edad de 90 años.

## Biografía

### Primeros años (1917-1934)
Toshiko Ueda nació el 14 de agosto de 1917 en la ciudad de Tokio. Se mudó con sus padres a Harbin, Manchuria (ubicado en la actual China ) varios días después de su nacimiento, donde su padre trabajaba como empresario para South Manchuria Railway Company.  Ueda creció en Harbin, donde vivía con sus padres, una hermana mayor, un hermano menor y un sirviente, y aprendió a hablar japonés y chino.   Cuando Ueda terminó la escuela primaria en 1929, regresó a Tokio para estudiar en la Escuela Secundaria Júnior y Senior de Shoei Girls.  Mientras asistía a la escuela en Tokio, Ueda descubrió la serie de manga Poku-chan (ポクちゃん?)  de Katsuji Matsumoto en la revista de manga Shōjo Gahō, que la inspiró a convertirse en artista de manga. En ese momento, el arte del manga era una profesión dominada por hombres; por lo tanto, era una carrera inusual para una mujer y que el padre de Ueda no aprobaba.

### Debut en el manga (1935-1950)

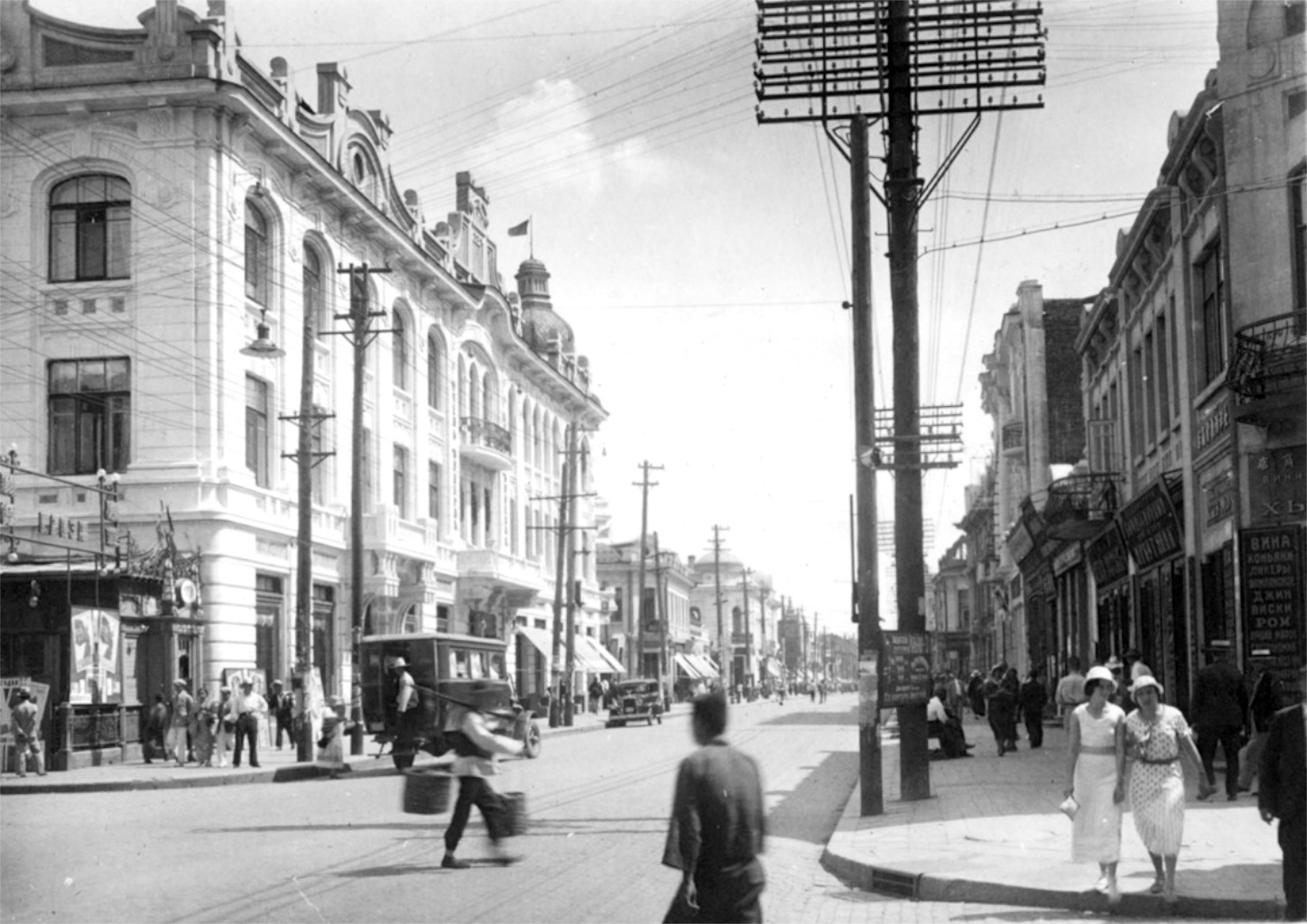
Harbin, antes de 1940

En 1935, a la edad de diecisiete años, Ueda conoció a Matsumoto a través de un conocido de su hermano y lo convenció de que la tomara como aprendiz.  A través de este aprendizaje, Ueda publicó ilustraciones en la revista Shōgaku Rokunensei publicada por Shogakukan, y en 1937 publicó su primera serie de manga Kamuro-san ( かむろさん) en Shōjo Gahō. Esto convierte a Ueda en una de las primeras artistas de manga publicadas, precedida por Machiko Hasegawa, quien hizo su debut dos años antes, en 1935.  Siguiendo a Kamuro-san, Ueda ilustró la serie Buta to Kūnyan (ブタとクーニャン) , que fue serializada en el diario de Tokio Tokyo Nichi Nichi Shimbun durante un año. 
Tras la conclusión de Buta a Kūnyan, Ueda se unió a un taller de yōga (pintura de estilo occidental) para desarrollar su técnica artística, donde estudió con los pintores Junkichi Mukai y Conrad Meili. Continuó creando ilustraciones y manga para varias revistas mientras vivía en Tokio. En 1943 sufrió un deterioro de la salud,  y el mangaka Hidezō Kondō le dijo que era demasiado "ingenua" para ser una artista de manga y que debería "trabajar y ver el mundo".  Posteriormente, decidió dejar Japón para regresar con su familia en Harbin. 
En Harbin, Ueda trabajó para South Manchuria Railway Company y más tarde para un periódico local, mientras también trabajaba como ilustrador de carteles independiente. Tras la invasión soviética de Manchuria en 1945 y la posterior toma de Manchuria por parte del Octavo Ejército de Ruta, la familia Ueda se refugió con amigos chinos hasta 1946, después de lo cual se vieron obligados a huir. Ueda y su familia regresaron a Japón, aunque su padre fue encarcelado tras ser acusado de crímenes de guerra económicos como parte de su trabajo con South Manchuria Railway Company. El padre de Ueda fue ejecutado después de varios días detenido, aunque la familia Ueda no se enteró de su muerte hasta tres años después.  
Al regresar a Japón en 1946, Ueda fue contratada por NHK, la emisora pública de Japón, donde trabajó en el departamento de Información y Educación Civil (CIE) del Comando Supremo Aliado.   Simultáneamente, trabajó como ilustradora y mangaka, publicando Okinu-chan (お絹ちゃん?)  y Meiko Hogaraka Nikki (メイコ朗らか日記?)  en la revista Shōjo Romance en 1949.  Shōjo Romance cerró en 1951 y renunció a NHK después de que la emisora le pidiera que se mudara a los Estados Unidos por trabajo. Durante este tiempo también se casó, pero no pudo aceptar su nuevo papel como ama de casa y se divorció poco después.

### Regreso al manga y vida posterior (1951-2008)
A principios de la década de 1950, una proporción cada vez mayor de artistas de manga eran mujeres, lo que permitió a Ueda volver a la carrera como una profesión de tiempo completo. En 1951 publicó la serie de manga Boku-chan (ぼくちゃん?)  en la revista Shōjo Book, seguida de Bonko-chan (ぼんこちゃん?)  en la revista Ribon de 1955 a 1961; la popularidad de la última serie fue tal que su heroína se convirtió en la mascota de la revista durante su serialización.  De 1957 a 1962, Ueda publicó la serie de manga Fuichin-san en la revista Shojo Club, que se convertiría en su obra más conocida; el protagonista de la historia fue igualmente la mascota de la revista durante la duración de su publicación.  El éxito de Boku-chan y Fuichin-san le permitió a Ueda contribuir con frecuencia a las revistas de shōjo y a la prensa en general, aunque en general tuvo menos éxito que su colega y pionera del shōjo, Machiko Hasegawa.  A partir de 1973, Ueda comenzó a centrarse únicamente en serializar la serie de manga Ako-Bāchan (あこバアチャン?)  en la revista Ashita no Tomo, una revista de estilo de vida para mujeres mayores. 
El 7 de marzo de 2008, Ueda murió de insuficiencia cardíaca en su casa de Tokio a la edad de 90 años. Todavía estaba serializando activamente Ako-Bāchan en el momento de su muerte. 

## Estilo

### Sujetos y tono

Una página de la serie de manga Fuichin-san de Ueda (1957-1962). Las obras de Ueda son generalmente alegres, enérgicas y divertidas.

El manga de Ueda es generalmente alegre, enérgico y humorístico,  y la artista afirma que su repatriación de Manchuria le enseñó que "el humor es el alimento de la mente".  Sus obras son típicamente historias de vida con un tono cómico o educativo, y la autora afirma que para crear estas obras se mantuvo al tanto de los acontecimientos actuales, que van desde la política hasta los deportes y el precio de los productos del supermercado. Contó que lee periódicos con frecuencia, pasa tiempo comprando y hablando con personas para descubrir posibles temas para su manga. 
Como los títulos de la mayoría de sus obras se construyen a partir del nombre del protagonista con un sufijo honorífico (Fuichin-san, Bonko-chan, Ohatsu-chan, etc.), se ganó el apodo de la industria "mangaka chan-chan". 

### Estilo visual
Habiendo comenzado a dibujar manga antes de la guerra bajo el patrocinio de Katsuji Matsumoto y otros pintores de estilo occidental, Ueda pertenece a una escuela de artistas de manga anterior a Osamu Tezuka. Su estilo es distinto al de Tezuka, cuyo estilo cinematográfico de ilustración caracterizado por primeros planos y recortes llegó a definir el aspecto del manga de la década de 1950 y más allá, así como el manga de la década de 1950 en general.  El artista Yoshitomo Nara señala que la influencia de la pintura occidental en el manga de Ueda le da a su línea de trabajo un carácter "artístico", "atemporal" y más "moderno" que la mayoría de los manga de la década de 1950, comparando las características de los personajes dibujadas por Ueda con las curvas de las esculturas creadas por Auguste Rodín. 

### Representaciones de Manchuria
Manchuria, como lugar de su infancia y de la muerte de su padre, es una región importante en el trabajo de Ueda e influyó significativamente en su obra. La autora nunca volvió a la antigua Manchuria después de su repatriación, aunque visitó China varias veces después de la guerra.  Fuichin-san, la obra más popular de Ueda, está ambientada en Manchuria durante la ocupación japonesa y describe la región como brillante, próspera y cosmopolita. Los personajes principales, Fuichin y Li Chu, son chinos, mientras que los otros personajes de la obra son principalmente chinos o rusos, con pocos caracteres japoneses. La estudiosa de literatura japonesa Yoriko Kume ve a Fuichin-san como un intento del autor de trascender la realidad al representar un mundo idílico donde no existen conflictos entre naciones ni los males del colonialismo.  Yoshitomo Nara argumenta que la serie es una expresión de humanismo, que representa un mundo de niños que aún no son conscientes de los prejuicios raciales y étnicos. 
Fuera de su manga, Ueda habló sobre su experiencia en Manchuria en el libro de 1995 Boku no Manshū ("My Manchuria"?) , en el que varios artistas de manga (incluidos Tetsuya Chiba y Fujio Akatsuka ) discuten sus experiencias en la región y su repatriación.  Ueda también participó en el desarrollo y dibujó ilustraciones para la novela Omoki Nagare Ni (重き流れに?)  de Ineko Sata ; Sata es amigo de la familia Ueda y basó la novela en la historia de la familia en Manchuria. 

## Legado e impacto
Toshiko Ueda fue, junto con Machiko Hasegawa, una de las pocas artistas de manga que comenzaron sus carreras en el período anterior a la guerra.  Su producción como artista de manga fue generalmente menos popular que la de Hasegawa; en consecuencia, se han realizado pocos estudios sobre Ueda y sus obras.  No obstante, Ueda fue un influyente artista de manga shōjo de las décadas de 1950 y 1960, con Fuichin-san disfrutando de una popularidad similar a la de Princess Sapphire de Osamu Tezuka a fines de la década de 1950.  Debido a su condición de pionera y su influencia en el manga shōjo de la época, algunos comentaristas, como el periodista Kanta Ishida, la consideran la "madre del manga shōjo".  Ueda influyó en artistas de manga posteriores como Fumiko Takano y Motoka Murakami, el último de los cuales creó Fuichin Tsaichen!, un manga biográfico de 10 volúmenes sobre la vida de Ueda, que se publicó en la revista de manga Big Comic Original de 2013 a 2017. 
Ueda recibió el quinto premio Shogakukan Manga en 1959 por Fuichin-san y Bonko-chan . Ganó el Premio de la Asociación de Dibujantes de Japón dos veces, recibiendo el Premio a la Excelencia en 1989 por Ako-Bāchan, y el Premio del Ministro de Educación, Ciencia y Tecnología en 2003 en reconocimiento a su carrera como artista de manga.  Ueda también se desempeñó como jurista en el premio Yomiuri Shinbun Daily Manga cinco veces. 